# Blessac
Blessac település Franciaországban, Creuse megyében. Lakosainak száma 532 fő (2022. január 1.). Blessac Alleyrat, Ars, Aubusson, Saint-Marc-à-Frongier, Saint-Médard-la-Rochette, Saint-Michel-de-Veisse és Saint-Sulpice-les-Champs községekkel határos.

## Népesség
A település népességének változása:
| Lakosok száma | 316  | 411  | 495  | 514  | 530  | 537  | 533  | 532  | 539  | 532  |
|               | 1968 | 1982 | 1990 | 2006 | 2013 | 2015 | 2017 | 2019 | 2020 | 2022 |